# Myrmeleon philippinus
Myrmeleon philippinus är en insektsart som först beskrevs av Luisa Eugenia Navas 1925.  Myrmeleon philippinus ingår i släktet Myrmeleon och familjen myrlejonsländor. Inga underarter finns listade i Catalogue of Life.